# Ivo Svoboda
Ivo Svoboda, né le 6 avril 1948 et mort le 23 février 2017, est un économiste, mathématicien et homme politique tchèque.